# Баянкин, Владимир Яковлевич
Влади́мир Яко́влевич Бая́нкин (род. 10 мая 1947, Алапаевск, Свердловская область, РСФСР) — советский российский учёный-физик, доктор технических наук (1997), профессор (2001), Лауреат Государственной премии Удмуртской Республики (1995).

## Биография
Родился 10 мая 1947 года в городе Алапаевск, Свердловская область, РСФСР.
В 1974 году окончил Пермский государственный университет. В том же году начал работать в Институте физики металлов Уральского научного центра Академии наук СССР (город Свердловск). Здесь последовательно трудился старшим техником, инженером и старшим инженером.
В 1977 году перешёл на работу в Физико-технический институт УНЦ АН СССР (в настоящее время — Физико-технический институт Удмуртского ФИЦ Уральского отделения РАН) в городе Ижевск (Удмуртская АССР). В этом институте был ведущим инженером, заведующим группой, научным сотрудником, старшим научным сотрудником. В 1996 году Баянкин назначен заведующий лабораторией электронной структуры поверхности этого института.
В 1997 году успешно защитил диссертацию на соискание учёной степени доктора технических наук. В 2001 году был избран профессором.
Занимался изучением явлений поверхностных сегрегаций в металлических системах при внешних воздействиях. Им был предложен способ прогнозирования степени старения и усталости деталей машин и механизмов. Среди его учеников шесть человек стали кандидатами технических наук. Получил семь авторских свидетельств и один патент на изобретения. Написал более 100 научных работ, в том числе одну монографию.
В 1995 году Владимир Баянкин был награждён Государственной премии Удмуртской Республики..